# Paul Salem
Paul J. Salem, född 26 september 1963 i Shrewsbury i Massachusetts, är en amerikansk företagsledare som är styrelseordförande för kasinooperatören MGM Resorts International och real estate investment trusten MGM Growth Properties. Han är också anställd hos riskkapitalbolaget Providence Equity Partners, där han varit bland annat VD, och arbetat tidigare för investmentbanken Morgan Stanley.
Han studerade först på University of Notre Dame och spelade ishockey för deras idrottsförening Notre Dame Fighting Irish, två år senare bytte han universitet och började på Brown University. Där avlade Salem en kandidatexamen och spelade med deras Brown Bears. Efteråt avlade han en master of business administration vid Harvard Business School.